# Macrocyclops
Genre
Synonymes
- Pachycyclops Sars G.O., 1914[2]

Macrocyclops est un genre de crustacés copépodes de la famille des Cyclopidae, proche du genre Cyclops.

## Liste d'espèces
Selon BioLib (9 janvier 2025) :
- Macrocyclops albidus (Jurine, 1820)
- Macrocyclops baicalensis Mazepova, 1962
- Macrocyclops bistriatus (Koch, 1841)
- Macrocyclops distinctus (Richard, 1887)
- Macrocyclops fuscus (Jurine, 1820)
- Macrocyclops monticola Ishida, 1994
- Macrocyclops neuter Kiefer, 1931
- Macrocyclops oithonoides Roen, 1957
- Macrocyclops oligolasius Kiefer, 1938
- Macrocyclops signatus (Koch, 1841)

Selon Catalogue of Life (1er aout 2021) :
- Macrocyclops albicans Smith G.W., 1909
- Macrocyclops annulicornis (Koch, 1838)
- Macrocyclops baicalensis Mazepova, 1962
- Macrocyclops bistriatus (Koch, 1838)
- Macrocyclops coronatus (Claus, 1857)
- Macrocyclops distinctus (Richard, 1887)
- Macrocyclops fuscus (Jurine, 1820)
- Macrocyclops monticola Ishida, 1994
- Macrocyclops neuter Kiefer, 1931
- Macrocyclops oithonoides Roen, 1957
- Macrocyclops oligolasius Kiefer, 1938
- Macrocyclops signatus (Koch, 1841)

Selon ITIS (14 mars 2019) :
- Macrocyclops albidus (Jurine, 1820)
- Macrocyclops ater (Herrick, 1882)
- Macrocyclops distinctus (Richard, 1887)
- Macrocyclops fuscus (Jurine, 1820)

Selon NCBI (14 mars 2019) :
- Macrocyclops albidus
- Macrocyclops distinctus (Richard, 1887)
- Macrocyclops fuscus (Jurine, 1820)

Selon World Register of Marine Species (1er aout 2021) :
- Macrocyclops albicans Smith G.W., 1909
- Macrocyclops annulicornis (Koch, 1838)
- Macrocyclops baicalensis Mazepova, 1962
- Macrocyclops bistriatus (Koch, 1838)
- Macrocyclops coronatus (Claus, 1857)
- Macrocyclops distinctus (Richard, 1887)
- Macrocyclops fuscus (Jurine, 1820)
- Macrocyclops monticola Ishida, 1994
- Macrocyclops neuter Kiefer, 1931
- Macrocyclops oithonoides Roen, 1957
- Macrocyclops oligolasius Kiefer, 1938
- Macrocyclops signatus (Koch, 1841)